# Táborský svaz
Táborský svaz neboli táborité, táboři (latinsky Thaboritae), je označení pro radikální husitskou politickou, náboženskou a vojenskou stranu. Ačkoliv byla většina táboritů vesnického původu, hrála hlavní mocenskou roli v táborském svazu města. Do táborské politiky také zasahovali jejich velmi radikální kněží. Mezi nejvýznamnější tábory patřili hejtmané Jan Žižka z Trocnova, Mikuláš z Husi, Bohuslav ze Švamberka, Chval Řepický z Machovic, Jan Roháč z Dubé a kněz Prokop Holý. Hlavním centrem svazu bylo hradiště Tábor.

## Historie

### Založení Tábora

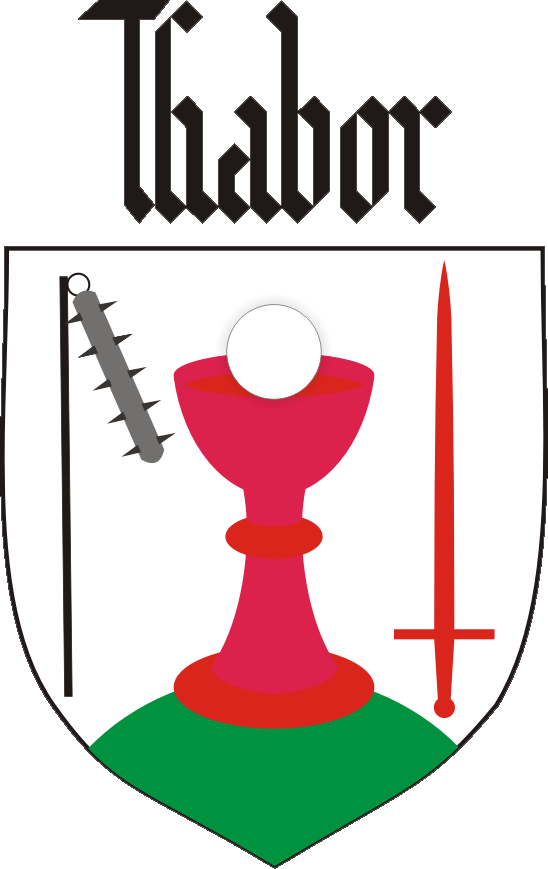
Znak městské obce Hradiště hory Tábor do roku 1437

Na jaře roku 1420 se houfu jihočeských husitů vedených Petrem Hromádkou podařilo zmocnit města Sezimovo Ústí a zanedlouho také nedalekého hradu Hradiště. Na jeho místě začali budovat vzorové husitské město Hradiště hory Tábor – zkráceně Tábor – pojmenované podle hory Thabor u Nazaretu. Ve městě byla prosazena společenská i majetková rovnost a táboři se vzájemně oslovovali bratry a sestrami. Mezi tábority bylo očekáváno zjevení Ježíše Krista a jeho tisícileté panování. Do Tábora se z celé země začali proudit husité.

### Rok 1420

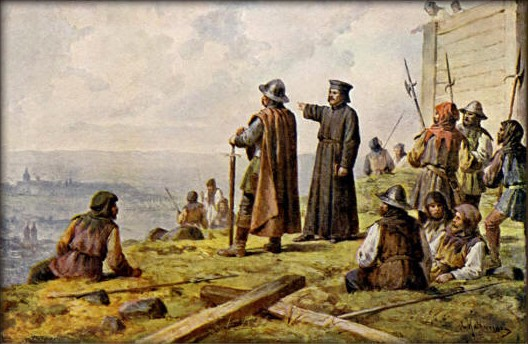
Jan Žižka s Václavem Korandou na Vítkově

O vyvoleném městě se dozvěděli také plzeňští husité, kteří na Tábor vyrazili pod vedením Břeňka Švihovského a Jana Žižky z Trocnova. Tito husité byli 25. března 1420 napadeni katolickými rytíři nedaleko Sudoměře. Odražení rytířů kališníky povzbudilo a tak se jim podařilo dosáhnout rozestavěného Tábora. Táborité si mezi sebou zvolili čtyři vojenské velitele (hejtmany). Stali se jimi Jan Žižka, Mikuláš z Husi, Chval Řepický z Machovic a Zbyněk z Buchova. Pod jejich vedením podnikali táboři mnoho výpadů po jižních Čechách. Koncem května vyrazila Táborská vojska směrem ku Praze, kterou ohrožovaly armády první křížové výpravy. V červnu byl Tábor neúspěšně obléhán vojsky jihočeského šlechtice Oldřicha z Rožmberka. O rozehnání oblehatelů se zasloužili jezdci vedení hejtmanem Mikulášem z Husi. 14. července došlo na vrchu Vítkov nedaleko Prahy k bitvě, v níž se Janu Žižkovi podařilo zmařit pokus uherského a římského krále Zikmunda Lucemburského o ovládnutí hlavního města. Křížová výprava se poté rozpadla bez dalšího boje. V červenci došlo mezi husity k jednání o možném budoucím nástupci na český trůn. Jan Žižka podporoval v kandidatuře polského krále Vladislava II. Jagella nebo jeho syna, litevského velkoknížete Vytautase. Jako reakci na Čtyři artikuly pražské vydali táborité v Praze svých dvanáct revolučních článků. Jejich požadavky však Pražané nesplnili a vojska proto opustila město. Na konci srpna zahájil Jan Žižka velkou ofenzívu proti panstvím Oldřicha z Rožmberka. Hejtman se zmocnil Prachatic, Vodňan a Lomnice. Oldřich z Rožmberka byl 18. listopadu donucen uzavřít s Táborem příměří až do února 1421. Táborským biskupem byl v září 1420 zvolen Mikuláš z Pelhřimova. 24. prosince na následky pádu z koně zemřel hejtman Mikuláš z Husi. Předním vůdcem táboritů se stal hejtman Jan Žižka z Trocnova.

### Pod vedením Jana Žižky

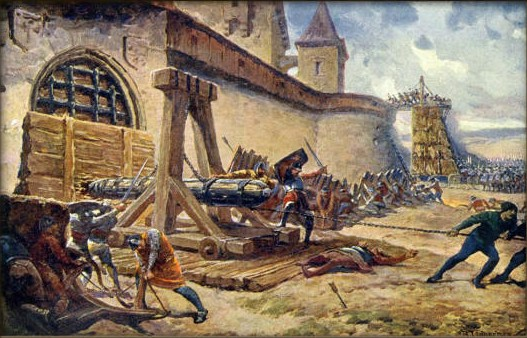
Adolf Liebscher: Táboři dobývají Prachatice

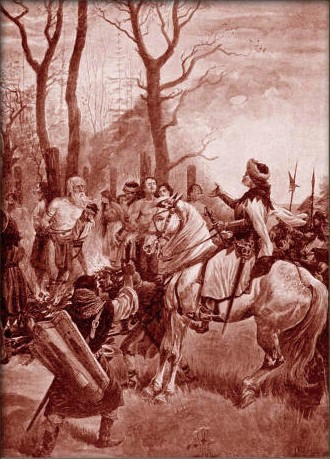
Upalování adamitů

Počátkem roku 1421 byla z Tábora vyhnána nejradikálnější skupina tzv. pikartů, kteří zcela odmítali svátost oltářní. Pod vedením kněží Petra Kániše a Martina Húsky se usadili v Příběnicích, kde propadli adamitství. Žižka jejich hnutí potlačil, přičemž většina sektářů včetně obou vůdců byla upálena. Během zimní ofenzívy Jana Žižky v západních Čechách se táborům podařilo zmocnit Chomutova. Společné tažení táborů a pražanů do východních Čech pod velením Jana Žižky bylo také úspěšné, společně se zmocnili Dvora Králové, Poličky a Vysokého Mýta. Na přelomu let 1421 a 1422 došlo k bitvě u Kutné Hory, ve které se slepému hejtmanovi podařilo drtivě porazit krále Zikmunda Lucemburského. Koncem dubna přijel do Čech litevský kníže Zikmund Korybutovič, který byl většinou husitů, včetně táborů, uznán správcem země. V lednu 1423 se Jan Žižka z Trocnova rozešel s táborským svazem a začal budovat Nový Tábor ve východních Čechách.

### V letech 1423-1434

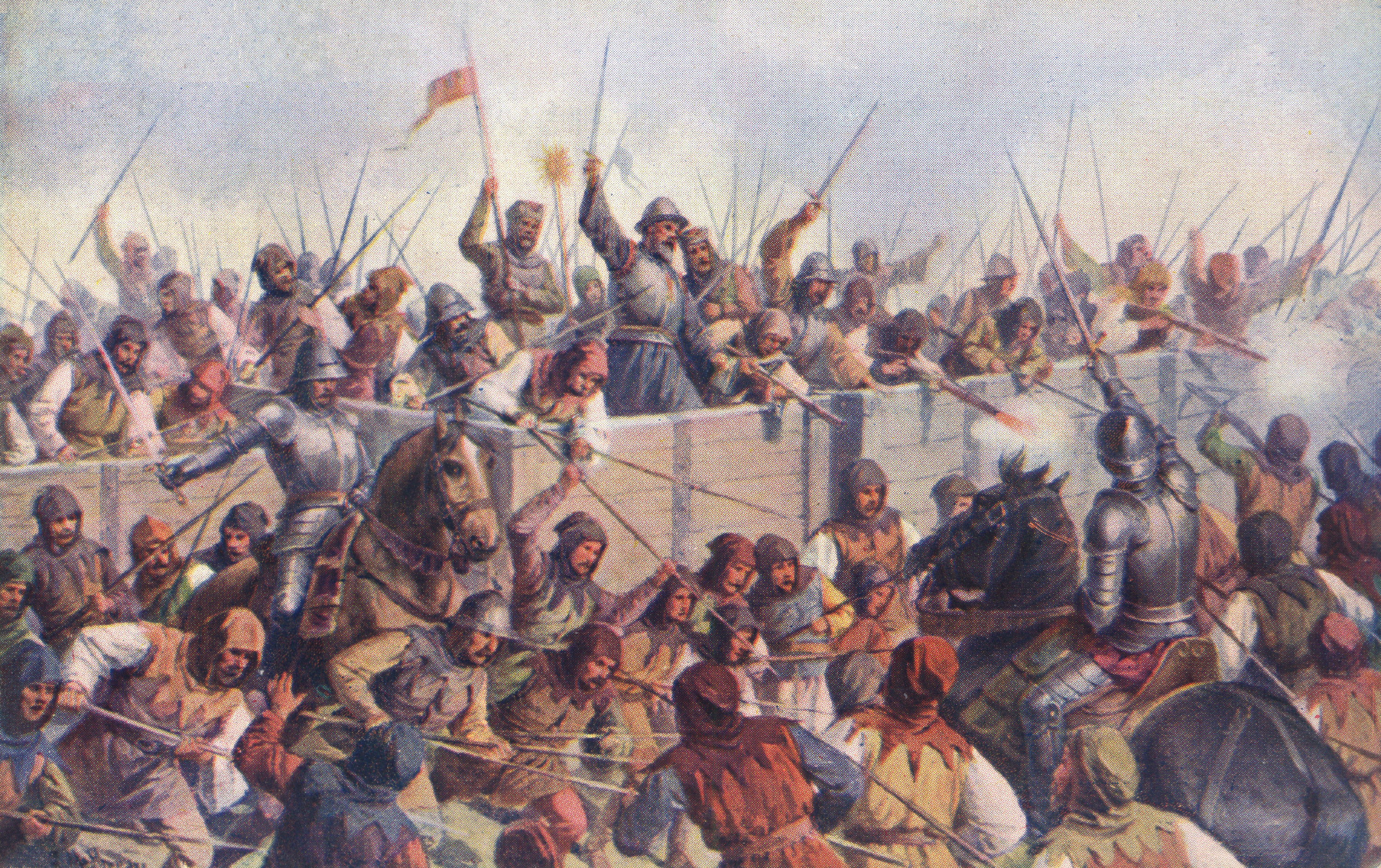
Josef Mathauser: Bitva u Lipan

Po smrti Jana Žižky 11. října 1424 se v čele polních vojsk vystřídali Jan Hvězda z Vícemilic, Bohuslav ze Švamberka a 25. listopadu se vedení vojsk ujal táborský kněz Prokop Holý. Spojená vojska táborů, sirotků a pražanů 16. června 1426 v bitvě u Ústí drtivě porazila žoldnéře ze Saska, Durynska, Lužic a Míšeňska. Pod vedením Prokopa Holého porazila spojená vojska táborů a sirotků v bitvě u Světlé armádu Albrechta Habsburského, přičemž si otevřeli cestu k spanilým jízdám. Táboři ve spojení se sirotčím a pražským svazem obrátili na útěk třetí i čtvrtou křížovou výpravu proti husitům v bitvách u Tachova a Domažlic. Vedeni Prokopem Holým navíc začali vyrážet na spanilé jízdy (rejsy) do zahraničí (německé části Říše, Rakous, Horní a Dolní Lužice, Slezska a Horních Uher). Na jaře roku 1433 zastupoval táborskou obec na Basilejském koncilu Mikuláš z Pelhřimova, který obhajoval artikul o trestání smrtelných hříchů. Táboři se v létě 1433 zapojili do obléhání katolické Plzně. Město se však dobře bránilo a vojska radikálů byla nucena od neúčinného obléhání upustit. Táboři a sirotci vedení Prokopem Holým byli 30. května 1434 drtivě poraženi spojenou panskou jednotou a katolíky v bitvě u Lipan. Sirotčí svaz pod tíhou porážky zcela zanikl. V bitvě padli mnozí přední táborští velitelé, mimo jiné také vrchní vůdce kněz Prokop Holý.

### Po bitvě u Lipan
Odpor vůči králi Zikmundovi a dohodě s koncilem vedl po bitvě u Lipan hejtman Jan Roháč z Dubé. Poté, co táborité ztratili několik svých hradů a 19. srpna 1435 byli drtivě poraženi Oldřichem z Rožmberka v bitvě u Křeče, zvítězilo v táborské straně umírněné křídlo v čele s Bedřichem ze Strážnice. Jan Roháč se se svými věrnými opevnil na svém hradě Sion, který však byl záhy dobyt a všichni přeživší obránci byli na Staroměstském náměstí v Praze popraveni oběšením. 25. ledna 1437 byl po vzájemné dohodě se Zikmundem Tábor povýšen na královské město a získal do městského znaku císařského orla. 8. února 1449 se spojily zbytky táborského svazu s katolickou a kališnickou šlechtou z jižních Čech a tak vznikla tzv. Strakonická jednota, která byla namířena proti stále sílícímu Jiřímu z Poděbrad, jehož vojsko 1. září 1452 město Tábor obsadilo a tím definitivně skončila samostatná politická moc táborského svazu.

## Města ovládaná táborským svazem
- Tábor

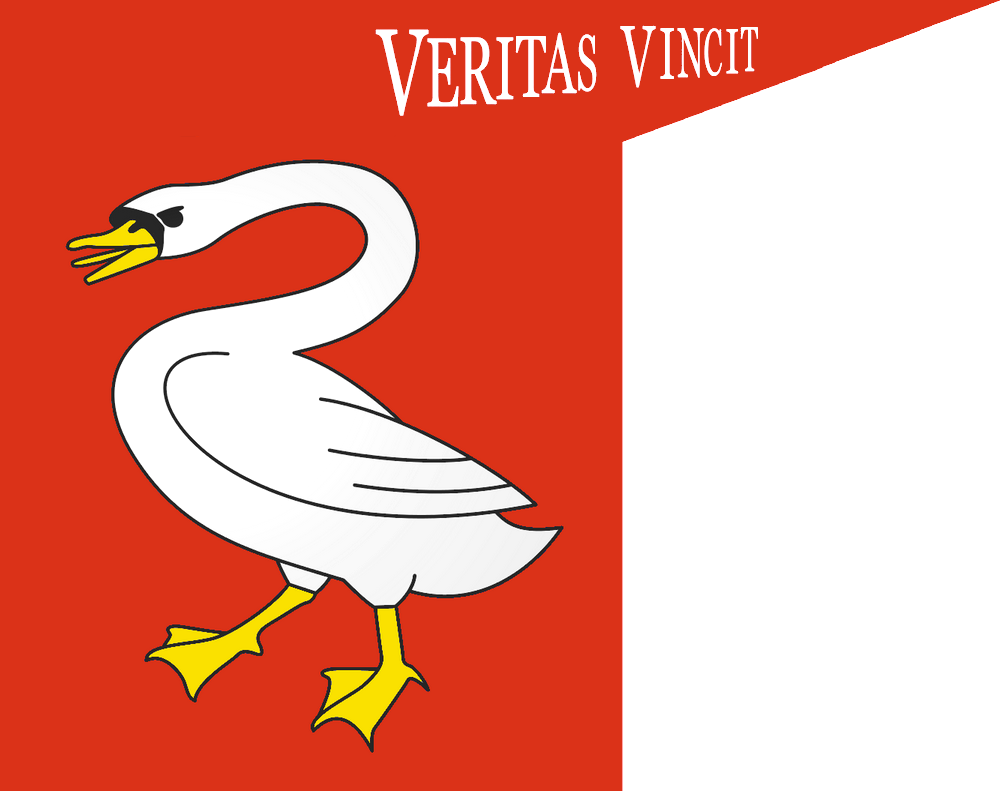
S největší pravděpodobností korouhev táboritů vedených Bohuslavem ze Švamberka, jehož znakem byla bílá labuť na červeném poli. Později si protivníci husitů chybně vykládali labuť jako husu a přisuzovali jí celému hnutí.

- Kutná Hora (kondominium se sirotky)
- Písek
- Prachatice
- Vodňany
- Lomnice nad Lužnicí
- Sušice
- Domažlice
- Klatovy
- Horažďovice

## Šlechta na straně táborského svazu
- Jan Žižka z Trocnova
- Jan Hvězda z Vícemilic
- Bohuslav VI. ze Švamberka